# Piroctone olamine
Piroc tone olamine (INN, còn được gọi là piroc tone ethanolamine; tên thương hiệu Octopirox) là một hợp chất đôi khi được sử dụng trong điều trị nhiễm nấm. Piroc tone olamine là muối ethanolamine của piroc âm dẫn xuất axit hydroxamic.
Nó thường được sử dụng trong dầu gội trị gàu như là một thay thế cho hợp chất kẽm pyrithione thường được sử dụng. Nó có cấu trúc tương tự như ciclopirox và pyrithione, có chứa một nhóm pyridine (pyridinone) thay thế, ức chế tổng hợp ergosterol.